# Jaderná fotografie
Jaderná fotografie je technika pro záznam stop atomů, které vznikají během jaderných reakcí. Jaderná fotografie je součástí vědecké fotografie.
Pro tento typ snímání se používají filmy s mimořádně hustou fotografickou emulzí.